# 燕遼生物群
燕遼生物群是中國東北地區保存之中侏羅世至晚侏羅世化石群的總稱。包括髫髻山組、藍旗組、九龍山組和海房溝組的化石。距今大約1億9千9百萬年至1億4千6百萬年。燕遼生物群是世界上保存最完好的侏羅紀化石，包括許多重要的恐龍、哺乳動物、蠑螈、昆蟲和蜥蜴標本以及植物。

## 歷史
1998年左右，在內蒙古道虎溝村附近發現了燕遼生物群的第一塊化石。次年，首批兩個重要標本被發現，並由科學家於2000年發表。從那時起，在同一地區和鄰近省份又發現了更多標本。
燕遼生物群由來自多個地點的化石組成。